# Kraftwerk Juktan
Das Kraftwerk Juktan (schwedisch Juktans kraftverk) ist ein Wasserkraftwerk in den Gemeinden Sorsele und Storuman, Provinz Västerbottens län, Schweden. Es ist im Besitz von Vattenfall und wird auch von Vattenfall betrieben.
Mit den Bauarbeiten wurde im Frühjahr 1973 begonnen; das Kraftwerk ging 1979 in Betrieb. Das Kraftwerk wurde ursprünglich als Pumpspeicherkraftwerk errichtet und von 1979 bis 1996 als solches betrieben. Danach wurde es zu einem normalen Wasserkraftwerk umgebaut.
Vom See Storjuktan führt ein Zuleitungstunnel mit einer Länge von 5094 m in südwestlicher Richtung zum unterirdischen Kavernenkraftwerk. Nachdem das Wasser die Turbine passiert hat, wird es über einen Ausleitungstunnel mit einer Länge von 14.754 m in südwestlicher Richtung zum See Storuman geführt. Ein weiterer, senkrechter Tunnel verbindet das Kraftwerk mit dem See Blaiksjön.

## Absperrbauwerke
Das Absperrbauwerk am Abfluss des Juktån aus dem See Storjuktan besteht aus einem Steinschüttdamm mit einer Höhe von 18 (bzw. 22) m. Die Hochwasserentlastung befindet sich auf der linken Seite des Staudamms.
Die Absperrbauwerke am See Blaiksjön bestehen aus zwei Steinschüttdämmen sowie einer Mauer aus Beton; die maximale Höhe beträgt 18 m.

## Seen
Das maximale Stauziel des Sees Storjuktan liegt bei 411,66 m über dem Meeresspiegel, das minimale bei 397,66 m. Der See erstreckt sich über eine Fläche von 55 (bzw. 144) km² und fasst 575 (bzw. 577) Mio. m³ Wasser.
Das maximale Stauziel des Sees Blaiksjön liegt bei 627 m über dem Meeresspiegel, das minimale bei 616 m. Der See erstreckt sich über eine Fläche von 3,6 (bzw. 5) km² und fasst 40 Mio. m³ Wasser.

## Kraftwerk
Das Kraftwerk befindet sich in einer unterirdischen Kaverne ca. 275 m unterhalb des Sees Blaiksjön. Es ging 1978 (oder 1979) in Betrieb. Das Kraftwerk verfügt über eine installierte Leistung von 22,5 (bzw. 26 oder 30) MW. Die durchschnittliche Jahreserzeugung liegt bei 84,5 (bzw. 90) Mio. kWh.
Die maximale Fallhöhe beträgt 60 (bzw. 85 oder 184) m. Der durchschnittliche Durchfluss liegt bei 50 und der maximale bei 140 m³/s.

### Pumpspeicherkraftwerk
Die installierte Leistung des Pumpspeicherkraftwerks betrug 335 (bzw. 350) MW. Der Generator leistete maximal 360 MVA. Die Leistungsaufnahme lag im Pumpbetrieb bei maximal 255 MW.
Die Höhenunterschiede betragen: 275 m zwischen dem Stauziel des Sees Blaiksjön und dem Kraftwerk, 215 m zwischen dem Stauziel des Sees Blaiksjön und dem Stauziel des Sees Storjuktan sowie 60 m zwischen dem Stauziel des Sees Storjuktan und dem Kraftwerk. Der Blaiksjön diente als Oberbecken und der Storjuktan als Unterbecken des Pumpspeicherkraftwerks.